# Kano (musikgrupp)
Kano var en italiensk musikgrupp från Milano bildad 1979, Gruppen producerade så kallad italodisco. Det var Luciano Ninzatti, Stefano Pulga och Matteo Bonsanto som bildade gruppen. De fick genombrott med låten I'm Ready 1980. En annan av deras mer framgångsrika låtar var Another Life från 1983. Gruppen var verksam åren 1979-1984.